# Turak niebieskozielony
Turak niebieskozielony (Tauraco corythaix) – gatunek średniej wielkości ptaka z rodziny turakowatych (Musophagidae). Występuje wyłącznie w kilku regionach Południowej Afryki, głównie wzdłuż wybrzeża Kraju Przylądkowego i Natalu. Istnieje też mniejsza populacja w głębi lądu, na pograniczu wschodniej części prowincji Mpumalanga (dawniej Transwal, RPA), Suazi i Mozambiku. Nie jest zagrożony wyginięciem. Charakterystyczne dla tego i kilku spokrewnionych z nim gatunków jest występowanie w piórach unikatowych barwników: zielonej turakowerdyny i czerwonej turacyny, niespotykanych u prawie żadnych innych zwierząt. W Południowej Afryce znany jest pod lokalną nazwą knysna turaco bądź knysna lourie (loerie).

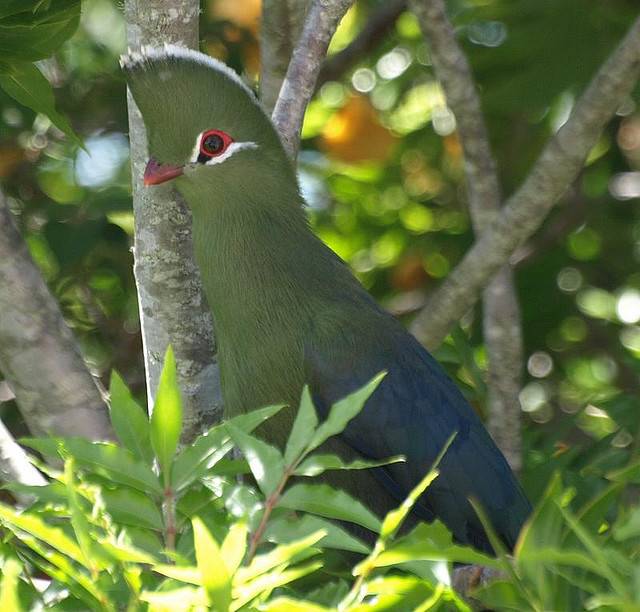
Naturalnym środowiskiem turaka niebieskozielonego są gęste korony drzew

## Opis gatunku
Upierzeniem bardzo przypomina turaka zielonoczubego (Tauraco persa), wcześniej uznawano go nawet za jego podgatunek. Pióra w intensywnych barwach. Pierś, szyja, górna część grzbietu i głowa są zielone. Podobnie czub, przy czym zakończony jest białą krawędzią (co odróżnia go od turaka zielonoczubego). Im dalej w tył tułowia, tym kolor piór bardziej przechodzi z zielonego w niebieski. Niebieskie są pokrywy skrzydłowe, brzuch i przede wszystkim ogon. Natomiast lotki są jaskrawoczerwone, co najlepiej widać w locie. Dziób czerwony, częściowo zakryty piórami. Oko otoczone nagą, czerwoną obwódką, z dwiema białymi kreskami: jedną nad i jedną pod okiem, oraz z czarną kreską przed nim. Brak dymorfizmu płciowego. Skrzydła dość krótkie, zaokrąglone, ogon długi. Lata słabo, za to zręcznie skacze i wspina się wśród koron drzew. Żyje w parach lub w małych grupach rodzinnych, zaciekle i hałaśliwie broniąc swego terytorium. Charakterystyczny, donośny głos tego turaka przypomina ochrypłe szczekanie: kau-kau-kau.
Średnie wymiary
Długość ciała: 40–42 cm (wraz z długim ogonem). Masa ciała: 260–380 g.
Biotop
Wiecznie zielone i nadrzeczne lasy o dojrzałym drzewostanie, od poziomu morza do 1800 m n.p.m.
Pożywienie
Głównie owoce, ale również chętnie liście, owady lub dżdżownice.
Rozmnażanie

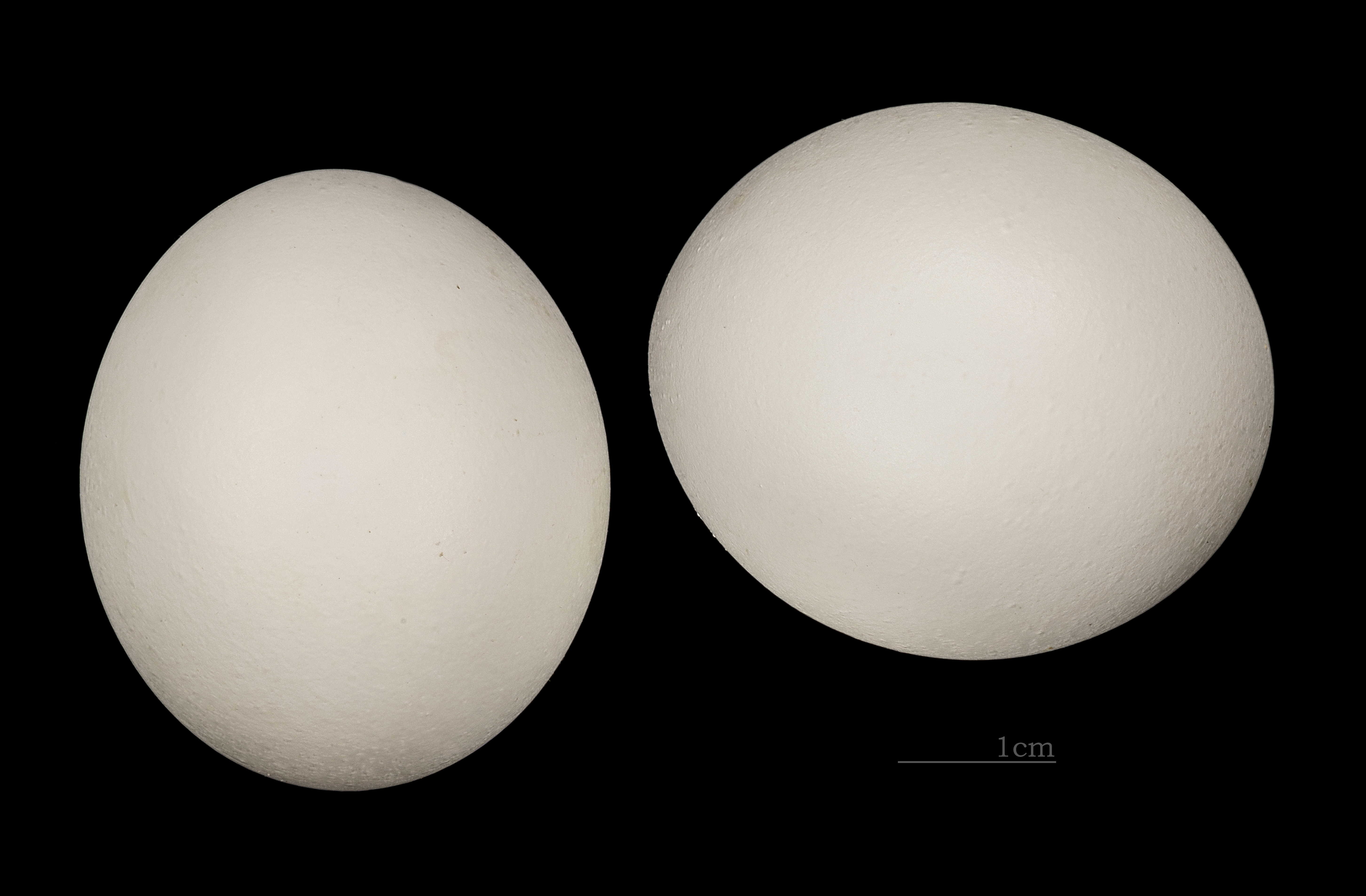
Jaja z kolekcji muzealnej

Każda para ustala własne terytorium, gdzie w koronie drzew lub gęstwinie pnączy buduje niedbale złożone z patyków gniazdo. Samica składa zwykle 2 biało-kremowe jaja, choć najczęściej wychowywane jest jedno młode. Wysiadują obydwoje rodzice przez 20–24 dni. Pisklęta wykluwają się niedołężne, pokryte czarnym puchem. Młode opuszczają gniazdo po ok. 22 dniach, wspinając się na sąsiednie gałęzie. Latać zaczynają po 28 dniach od wyklucia, lecz pozostają pod opieką dorosłych jeszcze przez kilka tygodni po opuszczeniu gniazda.

## Status
Międzynarodowa Unia Ochrony Przyrody (IUCN) uznaje turaka niebieskozielonego za gatunek najmniejszej troski (LC – Least Concern). Liczebność populacji nie została oszacowana, ale ptak ten opisywany jest jako dość pospolity. Trend liczebności populacji oceniany jest jako spadkowy ze względu na utratę siedlisk.

## Podgatunki
Wyróżnia się dwa podgatunki Tauraco corythaix:
- Tauraco corythaix corythaix – południowa, nadbrzeżna część populacji
- Tauraco corythaix phoebus – wschodnia, śródlądowa część populacji